# Lumea Atlantidei
Lumea Atlantidei (titlul original: în engleză Warlords of Atlantis) este un film de aventuri și fantezie englez, realizat în 1978 de regizorul Kevin Connor, protagoniști fiind actorii Doug McClure, Peter Gilmore, Shane Rimmer, Lea Brodie. 

## Conținut
Anul 1896. În căutarea lumii pierdute a Atlantidei, profesorul Aitken, fiul său Charles și Greg Collinson, sunt trădați de echipajul navei „Rose of Texas”, echipată special pentru expediția lor, atrași de comorile fabuloase ale Atlantidei. Clopotul de scufundare proiectat de Collinson a fost avariat, iar un monstru al mării atacă corabia. Toți sunt târâți de o caracatiță uriașă, până la fundul mării, unde întâlnesc locuitorii continentului pierdut, o rasă extraterestră avansată face sclavi pe marinarii naufragiați. Străinii vor să guverneze lumea umană și să creeze un stat totalitar. Greg și echipa vor avea nevoie de ajutorul Delphinei, fiica unui sclav, pentru a scăpa orașul înconjurat de creaturile malefice...

## Distribuție
- Doug McClure – Greg Collinson
- Peter Gilmore – Charles Aitken
- Shane Rimmer – Captain Daniels
- Lea Brodie – Delphine
- Michael Gothard – Atmir
- Hal Galili – Grogan
- John Ratzenberger – Fenn
- Derry Power – Jacko
- Donald Bisset – Professor Aitken
- Ashley Knight – Sandy
- Robert Brown – Briggs
- Cyd Charisse – Atsil
- Daniel Massey – Atraxon